# 三井アルミ社長宅爆破事件
三井アルミ社長宅爆破事件（みついアルミしゃちょうたくばくはじけん）とは、1977年（昭和52年）6月30日に東京都世田谷区で発生した爆弾テロ事件で、日本の新左翼活動家である加藤三郎が起こした事件である。

## 被害法人の来歴
三井アルミニウム工業（1989年に廃業。一部の事業がKMアルミニウムとして存続）は、当時のブラジル政府の求めで、アマゾン川流域のアルミニウム事業に積極的に関わってきた。加藤は、三井アルミを「日本のアマゾン侵略とインディオに対する迫害に加担している」として、爆破を決意した。

## 事件の概要
最初、加藤は三井アルミ本社を標的にしようとしていたが、本社が雑居ビル内にあったため、爆弾設置がし易い、下北沢にあった三井アルミ社長の自宅を狙うことになった。
1977年6月30日午前2時59分頃、東京都世田谷区下北沢の三井アルミ社長宅の玄関前で突然爆発音がし、玄関の門がふき飛ばされた。近隣の民家の窓ガラスも割れた。社長宅には、社長の妻や長男がいたが怪我人はいなかった。社長本人は会社在中であったため不在であった。
その後、加藤は「世界革命反日戦線・タスマニア1876」名義の犯行声明文を封筒に納め、漫画雑誌「ビッグコミック」の漫画から切り出した「ブタの鼻」で封をし、アタワルパ・ユパンキのレコードジャケットに挟み込んでコインロッカーに入れ、その存在をマスコミに知らせた。犯行声明文には「三井アルミのアマゾン事業の撤退を要求する」旨が記されていた。加藤の主張では「タスマニア1876」とは、1876年に純粋タスマニア人が絶滅したことに由来する。アタワルパ・ユパンキのレコードジャケットを使ったのは、インディオに対する連帯を意味していた。また「ブタの鼻」の封は、東大法文1号館爆破事件の「大地の豚」とのつながりを暗に示唆するためであったという。